# Nemes aranybagoly
A nemes aranybagoly (Diachrysia zosimi)  a rovarok (Insecta) osztályának a lepkék (Lepidoptera) rendjéhez, ezen belül a bagolylepkefélék (Noctuidae) családjához tartozó védett faj.

## Elterjedése
Közép-Európában  Észak-Olaszországban , Bulgáriában , Magyarországon , Morvaországban , Lengyelországban, Németországban, Ausztriában és Ukrajnában fordul elő gyakrabban, a nedves területeken sűrű növényzetet kedveli.

## Megjelenése
- lepke:  32–42 mm szárnyfesztávolságú, az aranybagolylepkék között közepes faj. Az első szárnyainak töve barnák, a fény szögétől függően fényes zöldek vagy sárgák, zöld-arany színűek. A hátsó szárnyak barnák és középen barna hullámos vonal díszíti a mintázatot. A lepke teste barna, prémes, szőrös.
- a pete gömbölyű, lapított és zöldes színű
- hernyó: zöld alapon sárga színű.

## Életmódja
- nemzedék:  két nemzedékes faj, júniustól augusztusig rajzik. Részleges harmadik generáció szeptemberben és októberben fordul elő
- hernyók tápnövényei:  hazánkban tápnövénye az őszi vérfű (Sanguisorba officinalis)

## Fordítás
- Ez a szócikk részben vagy egészben  a   Diachrysia zosimi című német Wikipédia-szócikk fordításán alapul.  Az eredeti cikk szerkesztőit annak laptörténete sorolja fel. Ez a jelzés csupán a megfogalmazás eredetét és a szerzői jogokat jelzi, nem szolgál a cikkben szereplő információk forrásmegjelöléseként.